# 莱贝热芒
莱贝热芒（法語：L'Herbergement，法語發音：[lɛʁbɛʁʒəmɑ̃]）是法国卢瓦尔河地区大区旺代省的一个市镇，属于永河畔拉罗什区。

## 地理
莱贝热芒（46°54'33"N, 1°22'37"W）面积16.75 平方千米，位于法国卢瓦尔河地区大区旺代省，该省份为法国西部沿海省份，北起大西洋卢瓦尔省和曼恩-卢瓦尔省，西临大西洋，南至滨海夏朗德省，东部及东南部与德塞夫勒省接壤。
与莱贝热芒接壤的市镇（或旧市镇、城区）包括：莱布鲁济勒、蒙特雷韦尔、蒙泰居旺代。

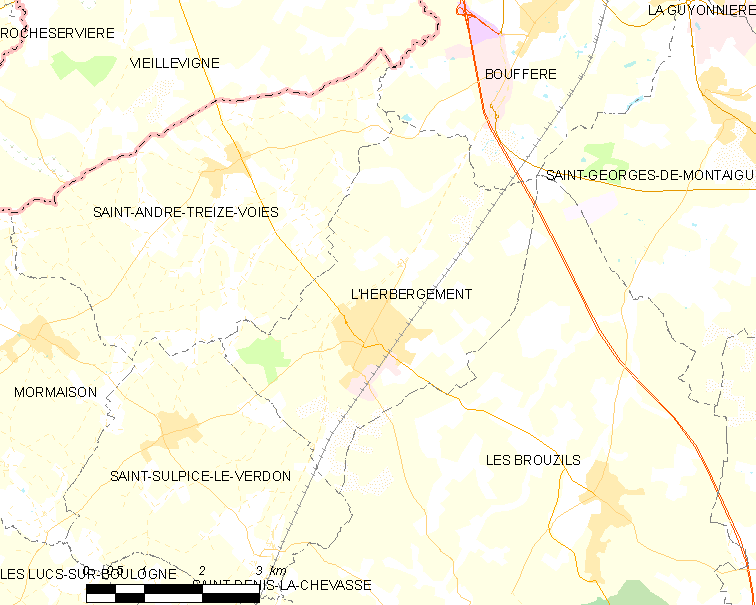
莱贝热芒的OSM定位图

莱贝热芒的时区为UTC+01:00、UTC+02:00（夏令时）。

## 行政
莱贝热芒的邮政编码为85260，INSEE市镇编码为85108。

## 政治
莱贝热芒所属的省级选区为艾泽奈县。

## 人口

1962-2008年间莱贝热芒人口变化图示

莱贝热芒于2022年1月1日时的人口数量为3437人。